# A Sphere in the Heart of Silence
A Sphere in the Heart of Silence – płyta, której twórcami są John Frusciante i Josh Klinghoffer  Wydana została w 2004 roku przez wytwórnię Record Collection.

## Lista utworów
1. „Sphere” – 8:29
2. „The Afterglow” – 5:19
3. „Walls” – 6:19
4. „Communique” – 6:55
5. „At Your Enemies” – 4:23
6. „Surrogate People” – 5:19
7. „My Life” – 1:35